# Loch Ness-odjuret

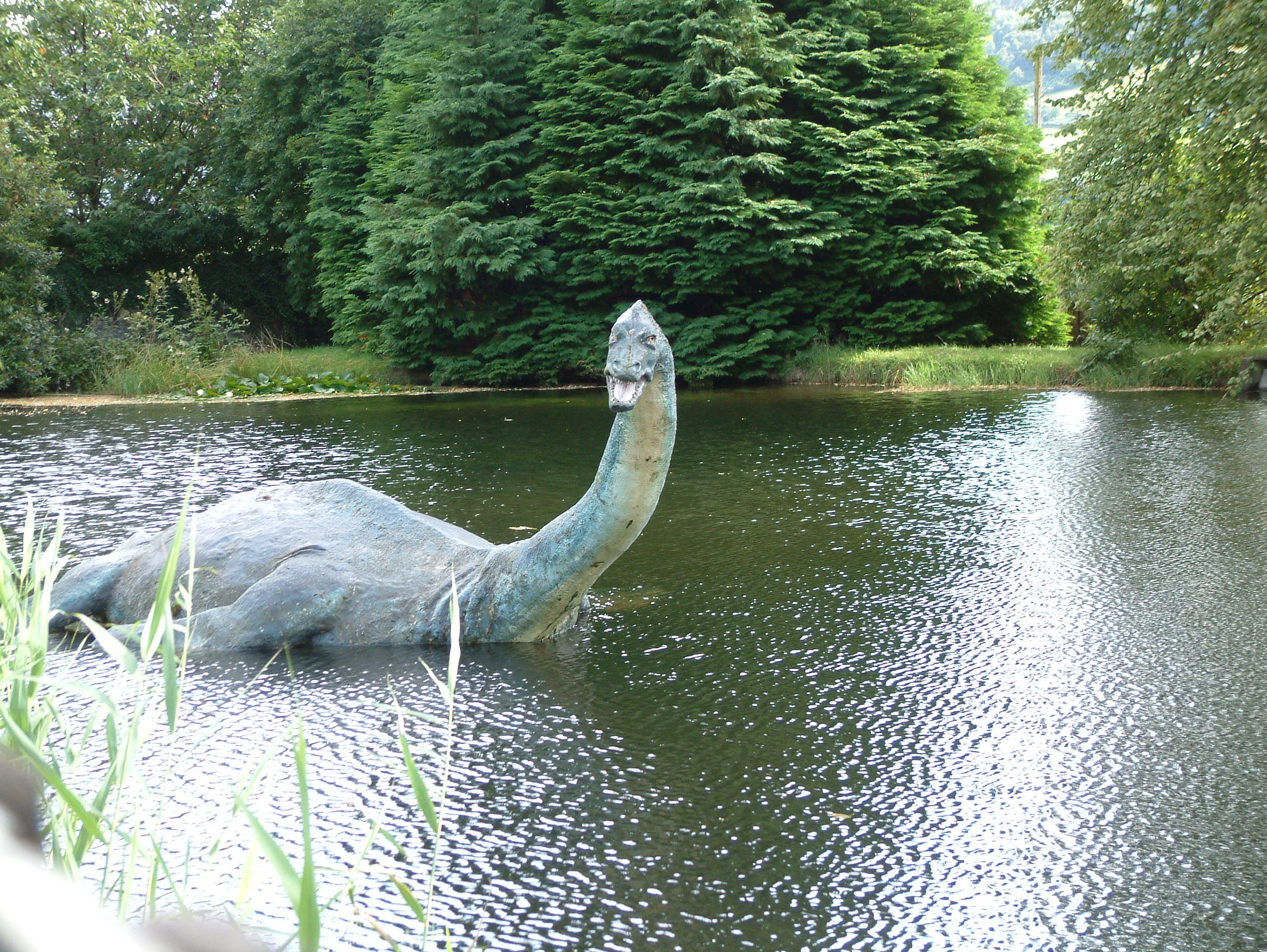
En tolkning av Loch Ness-odjuret.

Loch Ness-odjuret (även kallat Nessie) är ett mytomspunnet sjöodjur som sägs leva i den skotska sjön Loch Ness. Trots sökningar med avancerad utrustning har man inte kunnat bevisa odjurets existens.
Första gången en rapport kom in om Loch Ness-odjuret var 1933. De äldre observationer som sagts finnas är legendmässiga. Många personer anser sig ha sett detta sjöodjur, men ingen har lyckats komma med övertygande bevis på att Nessie verkligen existerar. En del fotografier på sjöodjuret finns, där vissa har kunnat bevisas vara falsarier.
En teori är att det skulle kunna röra sig om en svanödla (plesiosaurus), en räk- och fiskätande reptil från den Mesozoiska eran (även känt som dinosauriernas tid) som påstås ha varit utdöd i 65,5 miljoner år. Ett motargument mot den teorin är att det påstås att en svanödla inte hade benstruktur som skulle göra den kapabel att hålla huvudet över vattnet som "Nessie" så ofta setts göra. Andra teorier är att Loch Ness-odjuret är en ovanligt stor mal, en säl med mycket lång hals eller till och med en storväxt ål då dessa är vanliga på Loch Ness botten, men de ska inte heller kunna ha förmågan att lyfta upp huvudet högt över vattenytan som Nessie. Loch Ness-odjuret sägs vara grönt med stora fenor, ungefär som förhistoriska marina reptiler som Plesiosaurus. En annan teori är att en cirkus stannat vid sjön och låtit sina elefanter svalka av sig i sjön. Sedan har folk sett snablarna från elefanterna sticka upp ur sjön och trott sig se något slags odjur. Detta är den mest troliga förklaringen och stämmer överens med när myten först nämndes i tidningarna år 1933. Det var detta år som cirkusdirektören Bertram Mills utlovade en belöning på 20 000 pund till den som kunde fånga in odjuret.
Föreställningen om sjöodjur är spridd över hela världen och många sjöar runt om i världen anses ha sina sjöodjur, bland annat Storsjön i Sverige med Storsjöodjuret. Det finns andra motsvarigheter i både kinesiska och kanadensiska sjöar.